# Bokpraktbagge
Bokpraktbagge (Chrysobothris affinis) är en skalbaggsart som först beskrevs av Fabricius 1794.  Bokpraktbagge ingår i släktet Chrysobothris, och familjen praktbaggar. Arten är reproducerande i Sverige.

## Bildgalleri

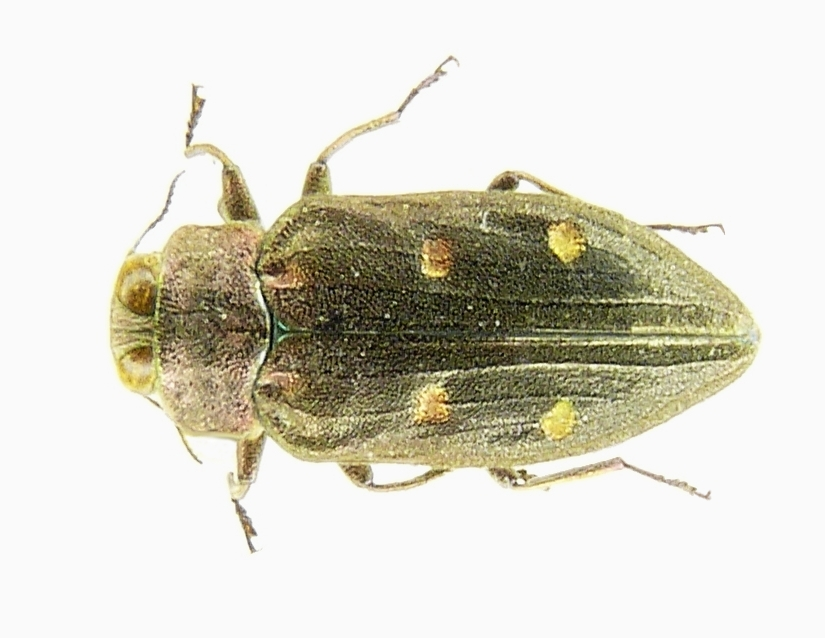
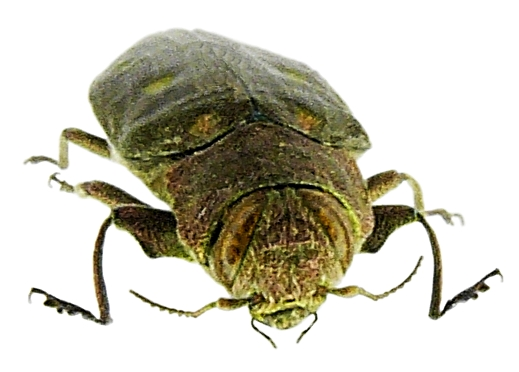
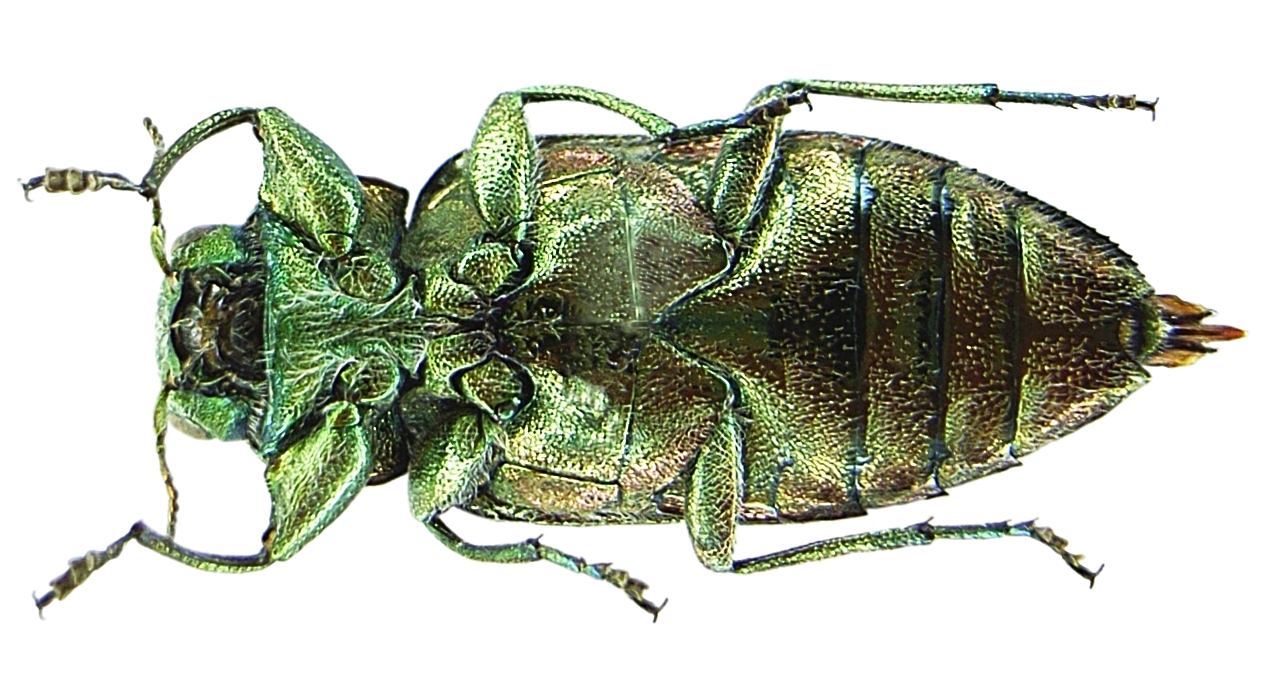
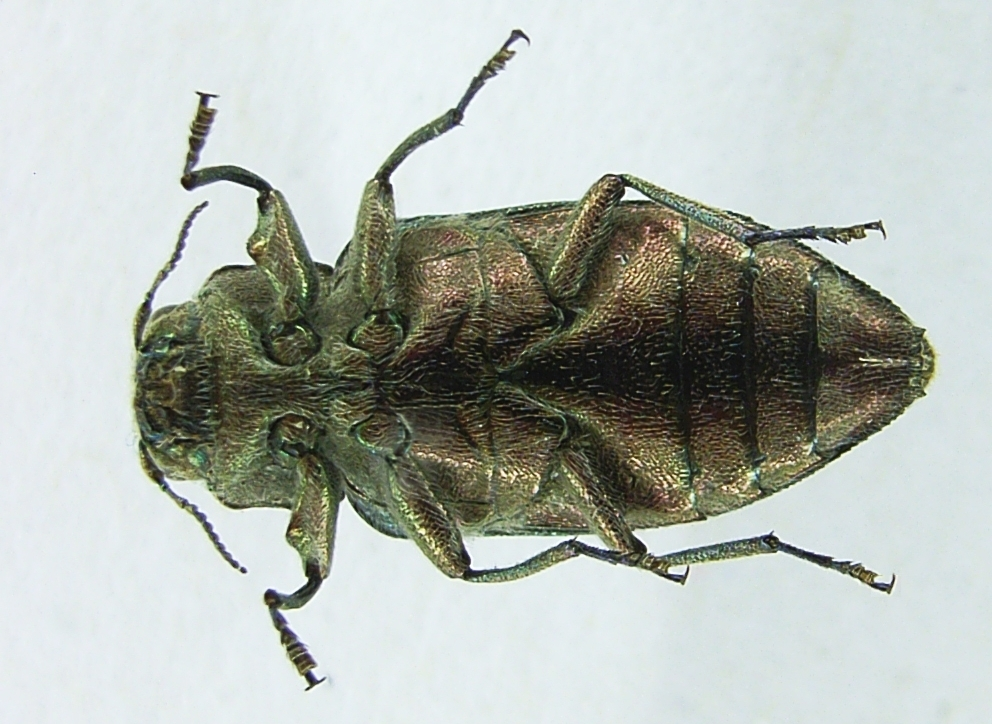
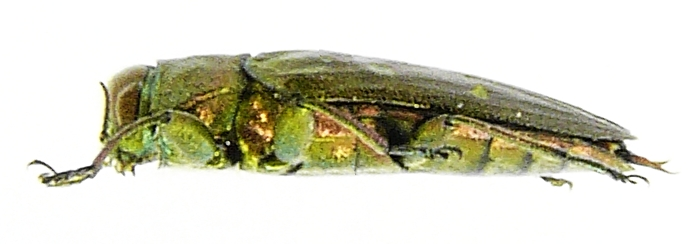
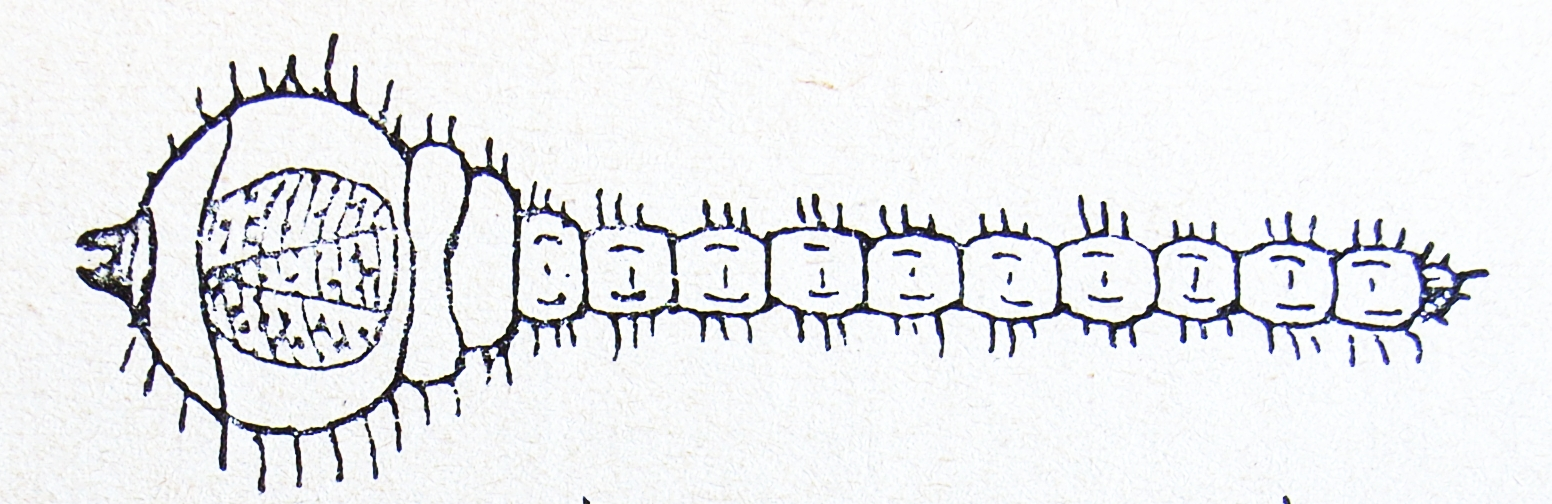